# Versicherungsanlageprodukt
Ein Versicherungsanlageprodukt (englisch Insurance-based investment product, kurz: IBIP bzw. ibip) ist im Versicherungswesen ein Finanzprodukt, das der Kapitalanlage dient und sich deshalb von anderen, dem Risikotransfer dienenden Versicherungsarten (z. B. einer Unfallversicherung) unterscheidet. 
Versicherungsanlageprodukte sind eine Produktgruppe, die Eigenschaften eines Versicherungsproduktes mit denen einer Kapitalanlage verbindet und damit eine ähnliche Zweckbestimmung wie Finanzinstrumente oder Sachwerte aufweist. Typische Versicherungsanlageprodukte sind z. B. Kapitallebensversicherungen, fondsgebundene Lebensversicherungen, Kapitalisierungsgeschäfte und indexgebundene Lebensversicherungen.

## Begriff des Versicherungsanlageprodukts

### Begriffsbestimmung
Ein Versicherungsanlageprodukt ist nach der Legaldefinition der PRIIP-Verordnung ein von Versicherungsunternehmen stammendes Finanzprodukt, „das einen Fälligkeitswert oder einen Rückkaufswert bietet, der vollständig oder teilweise direkt oder indirekt Marktschwankungen ausgesetzt ist“ (Art. 4 Nr. 2 PRIIP-Verordnung). Ein Versicherungsanlageprodukt verbindet damit Eigenschaften einer Versicherung mit den Eigenschaften einer Kapitalanlage und haben damit eine ähnliche Zweckbestimmung wie Finanzinstrumente oder Sachwerte. Ein Fälligkeitswert oder Rückkaufswert ist z. B. dann teilweise von Marktschwankungen abhängig, wenn, wie bei Kapitallebensversicherungen ein sicherer Garantiezins neben einer marktabhängigen Überschussbeteiligung geboten wird. Ein vollständig von Marktschwankungen abhängiger Fälligkeits- oder Rückkaufswert liegt z.B: bei index- oder fondsgebundenen Lebensversicherungen vor. Eine gleichlautende Definition übernahm das Versicherungsvertragsgesetz (VVG), das auf Art. 2 Abs. 1 Ziff. 17 der Richtlinie (EU) 2016/97 vom 20. Januar 2016 über Versicherungsvertrieb (Neufassung) verweist.

### Ausnahmen
Keine Versicherungsanlageprodukte (Art. 2 Abs. 1 Ziff. 17 der RL 2016/97) sind:
1. in Anhang I der Richtlinie 2009/138/EG genannten Nichtlebensversicherungsprodukten (Versicherungszweige der Nichtlebensversicherung);
2. Lebensversicherungsverträgen, deren vertragliche Leistungen nur im Todesfall oder bei Arbeitsunfähigkeit infolge von Körperverletzung, Krankheit oder Gebrechen zahlbar sind (in der Regel sind dies wohl Risikolebensversicherungen);
3. Altersvorsorgeprodukten, die nach nationalem Recht als Produkte anerkannt sind, deren Zweck in erster Linie darin besteht, dem Anleger im Ruhestand ein Einkommen zu gewähren, und die dem Anleger einen Anspruch auf bestimmte Leistungen einräumen (z. B. Riester-Renten, Rürup Rentenversicherung);
4. amtlich anerkannten betrieblichen Altersversorgungssystemen, die in den Anwendungsbereich der Richtlinie 2003/41/EG oder der Richtlinie 2009/138/EG fallen (z. B. bestimmte Betriebspensionen);
5. individuellen Altersvorsorgeprodukten, für die nach nationalem Recht ein finanzieller Beitrag des Arbeitgebers vorgeschrieben ist und die bzw. deren Anbieter weder der Arbeitgeber noch der Beschäftigte selbst wählen kann.

Hintergrund der Ausnahmen ist, dass der EU-Gesetzgeber nicht in die national ausgestalteten betrieblichen und privaten Altervorsorgesysteme eingreifen wollte.

### Abgrenzungen zu Versicherungsprodukten und Finanzinstrumenten
Versicherungsprodukte unterscheiden sich von Versicherungsanlageprodukten dadurch, dass sie keinen ganz oder teilweise von Marktschwankungen abhängigen Fälligkeitswert oder Rückkaufswert bieten (z. B. die Risikolebensversicherung). Versicherungsanlageprodukte sind kapitalbildende Versicherungen und erfordern wegen der hohen Wahrscheinlichkeit der Leistungsfälligkeit einen wesentlichen Sparprozess beim Versicherer. Allerdings müssen auch Versicherer für Versicherungen, die keine Versicherungsanlageprodukte sind Kapital bilden. Als kapitalbildend werden diejenigen bezeichnet, für die dies in einem besonders hohen Umfang gilt.
Der Unterschied zwischen Versicherungsanlageprodukten und Finanzinstrumenten und Sachwerten liegt darin, dass Versicherungsanlageprodukte einen zusätzlich zur Vermögensanlage die Versicherung eines Risikos bieten und von einem Versicherungsunternehmen emittiert sind. Das Risiko kann ein Todesfall (Begünstigung eines Dritten), aber auch ein Erlebensfall des Versicherten (Auszahlung eines Betrags oder einer Leibrente bei Erreichen eines bestimmten Alters oder Vertragslaufzeit).

## Vertrieb
Versicherungsanlageprodukte werden größtenteils über den Primärmarkt vertrieben. Absatzhelfer sind Kreditinstitute, Handelsvertreter/Versicherungsvertreter (meist Einfirmenvertreter), Versicherungsmakler. Sie werden auch im Versicherungsdirektvertrieb vertrieben. In Deutschland herrscht beim Vertrieb von Versicherungsanlageprodukten Beratungspflicht (vgl. § 1a VVG). Finanzinstrumente können hingegen auch beratungsfrei oder für nicht-komplexe Finanzinstrumente im reinen Ausführungsgeschäft vertrieben werden.
Ein Zweitmarkt für Versicherungsanlageprodukte ist nur schwach ausgeprägt.

## Kritik
An Versicherungsanlagenprodukten wird kritisiert, dass diese komplex und für Anleger häufig schwer zu verstehen sind, da sie eine Risikoversicherung mit einer Kapitalanlage verbinden.
Aus den Kosten müssen nicht nur die Vertriebskosten und die Verwaltungskosten für den Sparanteil bestritten werden, sondern auch der Kostenanteil für die Risikoversicherung. Das schmälert die Nettorendite für den Sparanteil. Investiert ein Anbieter eines Versicherungsanlageprodukts z. B. in bestimmte Investmentfonds, wie die fondsgebundenen Lebensversicherungen es tun, fallen neben den Kosten für den Versicherungsanlagevertrag auch noch die Kosten für die Fonds an. Die Rendite wird weiter dadurch geschmälert, dass Versicherungen nach Solvency II eine höhere Risikovorsorge treffen müssen und in weniger volatile Instrumente anlegen dürfen, als viele Emittenten von Finanzinstrumenten.

## Risiko
Versicherer müssen nach Solvency II eine höhere Risikovorsorge treffen und dürfen in weniger volatile Instrumente anlegen, als Emittenten von Finanzinstrumenten, die keiner (z. B. Aktiengesellschaften, Unternehmen, die Anleihen emittieren) oder schwächerer Regulierung (z. B. Kapitalverwaltungsgesellschaften oder Banken) unterliegen. Das macht Versicherungsanlageprodukte zu weniger riskanten Anlagen als viele Anlagen in Finanzinstrumenten, deren Emittenten keinen vergleichbaren Regeln unterworfen sind. Bei klassischen Kapitallebensversicherungen hat der Anleger sogar einen Rückzahlungsanspruch der eingezahlten Prämien zum Stichtag verbunden mit einer Garantieverzinsung. Er trägt nur ein Marktrisiko bezüglich der Überschussbeteiligung und das allgemeine Inflationsrisiko. Vereinzelt gibt es auch fondsgebundene Lebensversicherungen, die in Garantiefonds anlegen. Damit nimmt die klassische Kapitallebensversicherung bezogen auf den Sparanteil eine Zwischenstellung zwischen von Marktrisiken geprägten Finanzinstrumenten und von Banken herausgegeben Sparbriefen, Termingeldern oder Sparbüchern ein.

## Rechtsfragen
Die Regelung von Versicherungsanlageprodukten in einer eigenen Richtlinie wurde erforderlich, weil Versicherungsanlageprodukte Kunden als mögliche Alternative oder Ersatz zu Anlageprodukten gemäß der Richtlinie 2014/65/EU angeboten wurden bzw. werden. Um einen kohärenten Anlegerschutz zu gewährleisten und das Risiko von Aufsichtsarbitrage zu vermeiden, wurden spezielle, EU-weit geltende Regeln als erforderlich erachtet.
Durch die Ende 2014 in Kraft getretene und ab 1. Januar 2018 anzuwendende PRIIP-Verordnung wurden bereits weitere verbesserte Maßnahmen zum Anlegerschutz erlassen, um so das Vertrauen von Kleinanlegern in den Finanzmarkt zu stärken. Kleinanleger sollen für verpackte Anlageprodukte und verpackte Versicherungsanlageprodukte (kurz „PRIIPs“) durch einheitliche Basisinformationsblätter (englisch Key Information Documents, kurz KIDs) die notwendigen Informationen zu einem Finanzprodukt erhalten, um eine fundierte Anlageentscheidung treffen zu können.
Mit der Richtlinie EU/2016/97 vom 20. Januar 2016 über den Versicherungsvertrieb wurde die Richtlinie 2002/92/EG über Versicherungsvermittlung mit Wirkung vom 23. Februar 2018 aufgehoben und durch die Neufassung, die Richtlinie EU/2016/97 ersetzt (kurz: Versicherungsvertriebsrichtlinie, engl.: Insurance Distribution Directive, IDD) und unter anderem damit spezielle Regelungen für Versicherungsanlageprodukte eingeführt. Gemäß Artikel 43 der RL 2016/97 wurde Kapitel III-A der Richtlinie 2002/92/EG bereits mit Wirkung vom 23. Februar 2016 aufgehoben.
Die Vorgaben der PRIIP-VO und der IDD sind für Versicherungsanlageprodukte in vielen Anwendungsfällen relevant und parallel zu berücksichtigen.
Die IDD wird ergänzt durch die Delegierte Verordnung (EU) 2017/2359 der Kommission im Hinblick auf die für den Vertrieb von Versicherungsanlageprodukten geltenden Informationspflichten und einzuhaltenden Wohlverhaltensregeln.